# Morane-Saulnier MS.180
Il Morane-Saulnier MS.180, e le varianti successive, citati anche come Avionette, furono una serie di modelli di aereo leggero con capacità acrobatiche monoposto, monomotore e monoplano ad ala alta a parasole, sviluppato dall'azienda aeronautica francese Morane-Saulnier nei tardi anni venti.
Realizzato in pochi esemplari per il mercato dell'aviazione civile, dal progetto originale MS.180, che ne risultò il prototipo, venne estrapolata una successiva variante MS.181, per il differente propulsore adottato, e il MS.185 che tornato alla motorizzazione originale includeva modifiche nel disegno del piano alare.

## Storia del progetto
Nei tardi anni venti, per cercare di offrire al mercato dell'aviazione civile da diporto, specificatamente negli aero club, un velivolo dal prezzo di acquisto e di gestione contenuti, equipaggiato con un motore di bassa potenza ma sufficientemente robusto per garantire la possibilità di effettuare manovre acrobatiche, la Morane-Saulnier avviò lo sviluppo di un nuovo modello riprendendo, in scala ridotta, l'impostazione ricorrente nei modelli di fascia più alta già in linea (MS.220, MS.225 e 230), ovvero un monomotore dalla convenzionale configurazione traente, con propulsore posizionato sul naso, semplice carrello d'atterraggio fisso e ammortizzato, e velatura monoplana, con caratteristico piano alare con pianta a freccia, posizionata alta a parasole sulla fusoliera.
Il prototipo, indicato dall'azienda come MS.180, equipaggiato con un motore aeronautico Salmson 9 AD, un compatto radiale a 9 cilindri raffreddato ad aria da 40 hp (29 kW), e che integrava un serbatoio di carburante sganciabile in volo in caso d'emergenza, volò per la prima volta dalla pista aziendale a Vélizy-Villacoublay nel corso del 1928, tuttavia dalle prime prove di volo il velivolo si rivelò sottodimensionato e si decise di intervenire sul progetto originale.
La variante successiva, indicata come MS.181, oltre all'introduzione di una serie di modifiche minori abbandonava la soluzione del serbatoio sganciabile per una più convenzionale, spostandolo all'interno della fusoliera, adottando anche un propulsore di maggiore potenza disponibile, un Salmson 5Ac, sempre radiale ma a 5 cilindri e in grado di erogare 65 hp.
Nel 1930 infine l'intenzione di commercializzare il modello a prezzi ancora più vantaggiosi, convinse l'azienda ad avviare una nuova evoluzione per meglio avvicinarsi alle esigenze del mercato. L'ultimo sviluppo, indicato come MS.185, introduce una nuova ala dal disegno modificato, con diversa apertura e maggiormente arrotondata alle estremità, ritornando alla motorizzazione originale.

## Impiego operativo

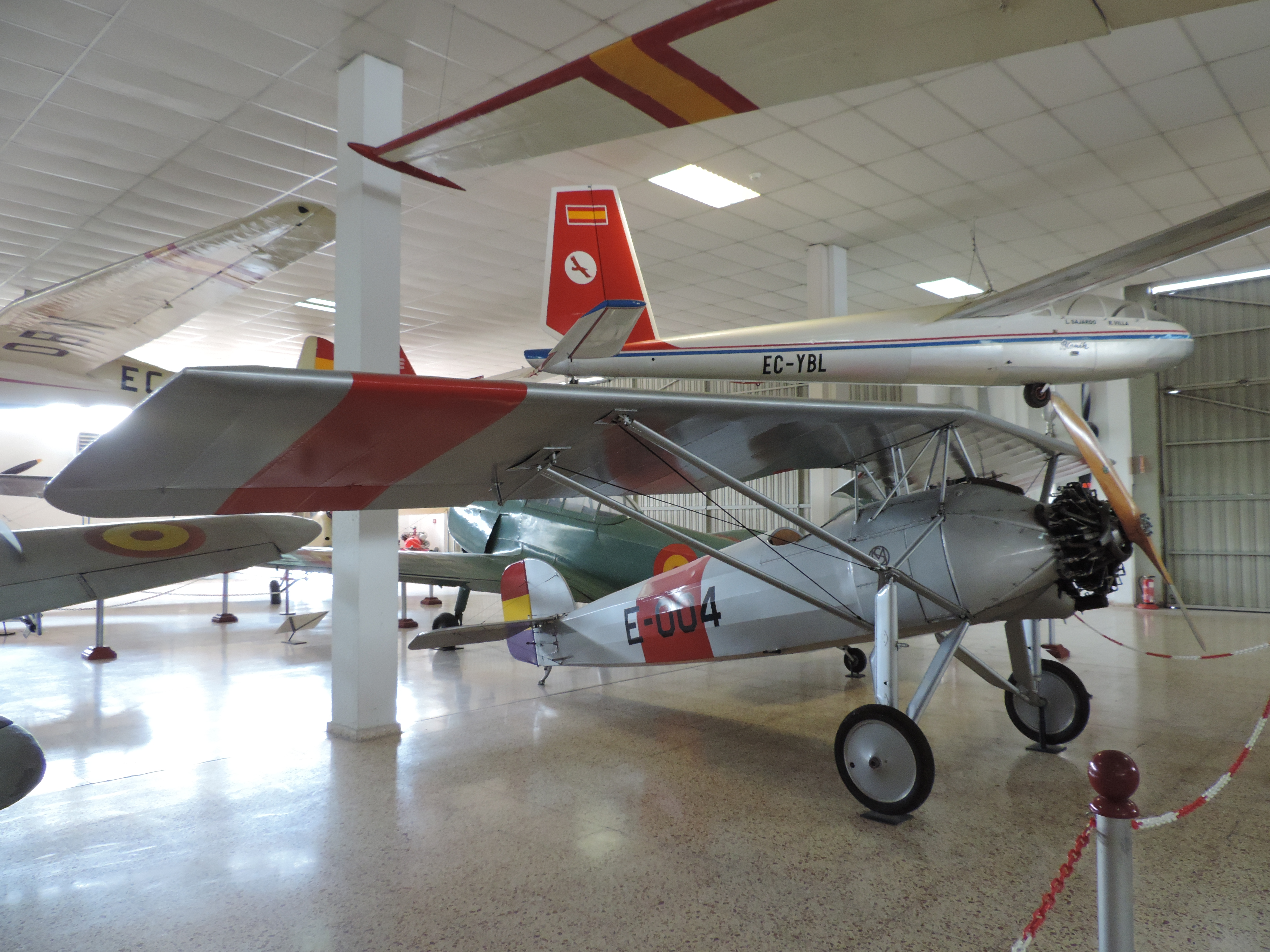
La replica del Morane-Saulnier MS.181 in livrea FARE esposto al Museo de Aeronáutica y Astronáutica (Museo del Aire) presso l'Aeroporto di Madrid-Cuatro Vientos.

## Versioni
MS.180

MS.181

MS.185

## Utilizzatori
Spagna
- Fuerzas Aéreas de la República Española

### Annotazioni
1. ↑  La bibliografia nelle varie lingue non concorda, per la mancanza di una rigida convenzione di designazione richiesta dalle forze armate francesi, nella designazione del modello, MS.180 prevalente in quella in lingua inglese, R-180 in francese, o anche semplicemente Morane Avionette indicando genericamente tutta la serie.
2. ↑  La bibliografia nelle varie lingue non concorda né per il dato né per l'unità della potenza espressa, utilizzando sia hp che CV in base al testo consultato.

### Fonti
1. ↑  Howson 1990, pp. 240-1.
2. ↑  Howson 1990, p. 241.
3. 1 2 3 4  Lafille 1979.

### Pubblicazioni
- (FR) Jean-Pierre Lafille, En vol, aux commandes du Morane-Saulnier MS-185 (PDF), in Aviasport, n°306, novembre 1979.
- (EN) Morane-Saulnier 180 light airplane (French): a single-seat training monoplane, Aircraft Circulars n°93, NACA, 1º marzo 1929.